# D7 (Val-de-Marne)
De D7 is een departementale weg in het Franse departement Val-de-Marne, ten zuidoosten van Parijs. De weg loopt van de Porte d'Italie in Parijs naar Luchthaven Orly.

## Geschiedenis
Oorspronkelijk was de D7 onderdeel van de N7. In 2006 werd de weg overgedragen aan het departement Val-de-Marne, omdat de weg geen belang meer had voor het doorgaande verkeer. De weg is toen omgenummerd tot D7. Met de aanleg van tramlijn 7 is de weg heringericht met een vrije baan voor de tram in de middenberm.